# Magnassini
Magnassini je maleni gradić na otoku Anjouan na Komorima. To je 32. grad po veličini na Komorima i 21. na Anjouanu.